# Guida Gault Millau
La Guida Gault Millau è una pubblicazione annuale dedicata alla gastronomia e deve il proprio nome ai due fondatori Henri Gault e Christian Millau, giornalisti francesi divenuti critici gastronomici.
Si sono resi celebri come promotori della nouvelle cuisine, lanciata in Francia nel 1973 e definita inizialmente da 10 comandamenti redatti dai fondatori, pilastri per la successiva creazione della nota guida gastronomica GaultMillau. Il nuovo movimento si distingueva, tra l'altro, per la valorizzazione dei prodotti freschi e di qualità, per l'attenzione alla cottura, per la semplificazione di sughi e presentazione dei piatti, per un recupero del sapore fondamentale degli alimenti. Tra le celebrità che aderirono, almeno inizialmente, alla nuova tendenza ci furono Paul Bocuse, i fratelli Troisgros, Alain Chapel e Michel Guérard.

## Storia
Il sodalizio Gault-Millau e il finanziamento offerto da Christian Bourgois, allora direttore editoriale per la casa editrice Éditions Julliard, portò nel 1962 alla pubblicazione della prima guida gastronomica focalizzata su Parigi, la Guida Julliard. Raggiunta l'indipendenza finanziaria, nel 1969 i due critici creano il marchio commerciale "Gault Millau", inizialmente sviluppato in forma di rivista mensile di gastronomia innovativa, successivamente come guida di critica gastronomica. Abituati a schierarsi con forza e a curare personalmente la redazione delle proprie critiche, venivano tuttavia mal sopportati dai loro colleghi più conservatori della stampa degli anni '70.
Nel 1972 la prima Guida Gault Millau della Francia viene alla luce e traccia il nuovo percorso della gastronomia dell'epoca. Percorrendo il paese alla ricerca di ristoranti giudicabili degni d'interesse, la guida non si affida ai criteri tipici della rivale Guida Michelin (sontuosità del ristorante, delle stoviglie o eccellenza della pulizia), bensì presta maggior attenzione al gusto, alla presentazione dei piatti e alla fantasia dello chef, valutando e segnalando ristoranti indipendentemente dall'opinione di altre guide. Nel tempo la guida ha assunto fama internazionale, fino ad essere definita dalla rivista Time “il nuovo testamento”, per distinguerlo dalla Guida Michelin, considerata “il vecchio testamento”.
Dopo molti anni di lavoro insieme i due fondatori si sono separati, ma il marchio rimane tuttora "Gault Millau" e continua a sostenere i valori stabiliti dai due fondatori. Nel gennaio 2009 il gruppo Smartbox, specializzato in servizi di intermediazione per il tempo libero e confezionamenti regalo, ha acquisito il marchio GaultMillau, mantenendo e sviluppandone il brand sul web. La guida, normalmente aggiornata annualmente, recensisce le prestazioni gastronomiche di chef, ristoranti e hotel in Francia e varie altri paesi tra cui Ungheria, Svizzera, Germania, Austria e Benelux. A oggi è popolarmente considerata, assieme alla Guida Michelin, tra le guide più influenti nel suo ambito. Oltre alla guida gastronomica annuale GaultMillau pubblica anche una Guida dei Vini, una Guida del Golf e una Guida per buoni ristoranti a prezzi ridotti.

## Sistema di Valutazione
Il vecchio sistema di valutazione della guida, in vigore dal 1972 e basato su un punteggio da 1 a 20 (massimo), è stato sostituito a partire dal 2010 da una valutazione in "cappelli [da cuoco]" (massimo 5), parificabili al vecchio punteggio in base alla tabella che segue:
- 5 cappelli = 19/20
- 4 cappelli = 17 e 18/20
- 3 cappelli = 15 e 16/20
- 2 cappelli = 13 e 14/20
- 1 cappelli = 11 e 12/20
- 0 cappelli = 10/20

Il punteggio è solitamente accompagnato da una recensione il cui autore rimane anonimo.

## Curiosità
Nel febbraio 2003 lo chef francese Marc Veyrat è stato il primo, e fino dicembre 2012 l'unico, ad essere stato onorato del massimo punteggio (20/20) per entrambi i suoi ristoranti La Maison de Marc Veyrat, a Veyrier-du-Lac, e La Ferme de Mon Père a Megève.